# Audi Sport
Pour les articles homonymes, voir Audi.
Audi Sport est la branche chargée de l'engagement en compétition des voitures de la marque Audi. La marque allemande participe au Championnat du monde des rallyes entre 1982 et 1987, remportant deux titres constructeurs. Elle obtient également quatre victoires consécutives dans la course de Pikes Peak entre 1984 et 1987. Dans le domaine des courses d'endurance, elle obtient 13 victoires aux 24 Heures du Mans entre 2000 et 2014 et plusieurs titres en American Le Mans Series et au Championnat du monde d'endurance FIA.

## Histoire

### Premiers succès en rallye (1981-1992)
‌
- 2 titres de Champion du monde constructeurs en 1982 et 1984.
- 2 titres de Champion du monde pilotes en 1983 (Hannu Mikkola) et 1984 (Stig Blomqvist).

### Sport-Prototypes (1999-2016)
Entre 1999 et 2016, Audi gère sa propre écurie dans la catégorie des sport-prototypes, obtenant 13 victoires aux 24 Heures du Mans et plusieurs titres en American Le Mans Series et au Championnat du monde d'endurance FIA. Audi Sport propose également des versions de l'Audi R8 LMS pour les équipes privées et semi-officielles, marquant des victoires aux 24 Heures du Nürburgring et aux 24 Heures de Spa.
Le 26 octobre 2016, le constructeur annonce qu'il se retire du championnat championnat du monde d'endurance FIA.

### Formule électrique (2014-2021)

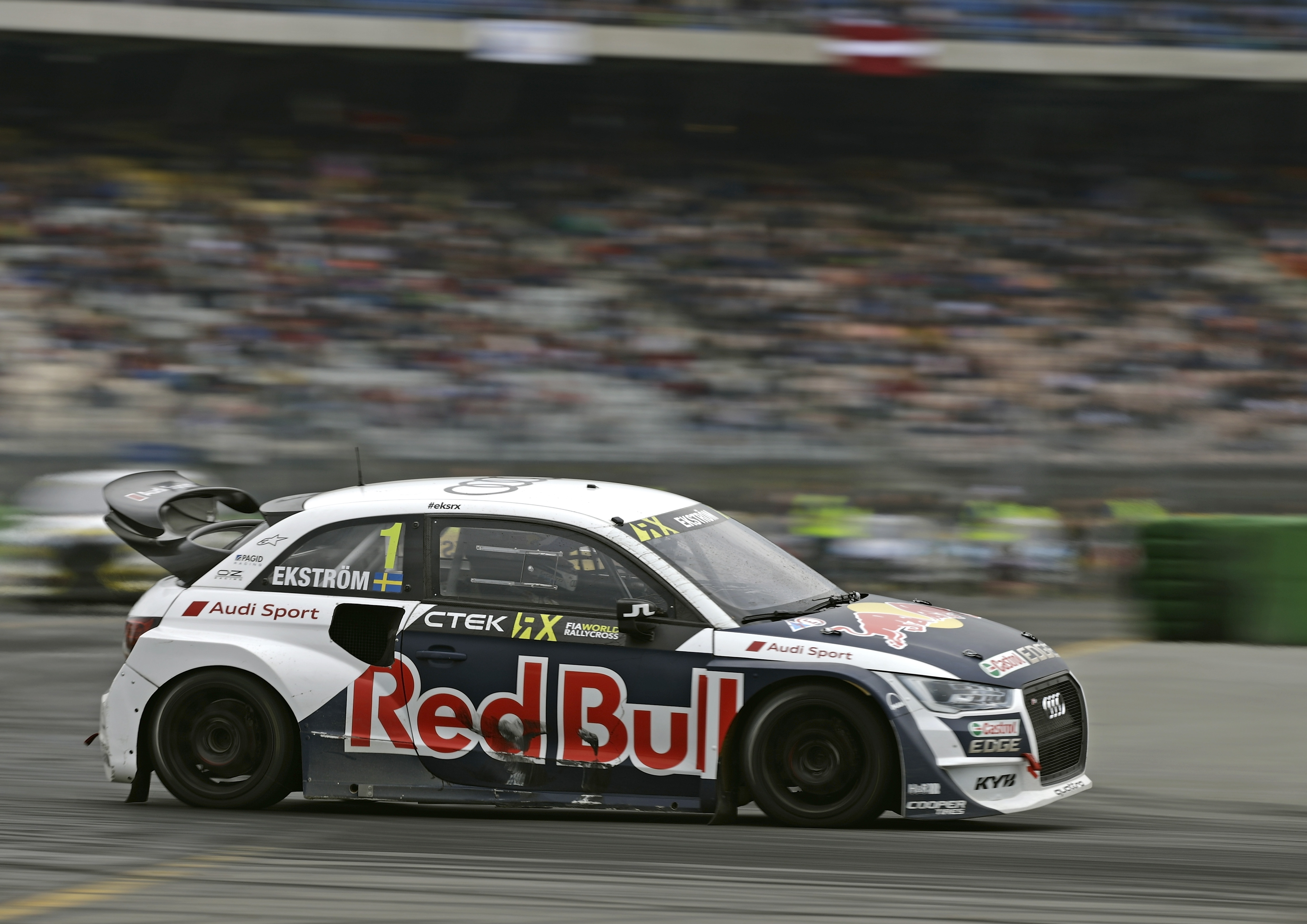
L'Audi S1 EKS RX Quattro du suédois Mattias Ekström.

### Championnat du monde de rallycross (2017-)
Donnant un soutien technique officieux en 2016, Audi officialise son soutien à l'équipe championne du monde en titre EKS à partir de la saison 2017 du Championnat du monde de rallycross FIA. Ce jeune championnat (créé en 2014) a le vent en poupe grâce notamment à des courses spectaculaires, des voitures surpuissantes, ainsi que des pilotes connus mondialement (Sébastien Loeb, Petter Solberg, Ken Block, etc.). Le champion du monde en titre et fondateur de l'équipe EKS, le suédois Mattias Ekström, pilote pour la marque aux anneaux en DTM depuis les années 2000.

### Championnat du monde de Formule 1 (à partir de 2026)
Le 2 mai 2022, Audi et Porsche, qui appartiennent tous deux au groupe Volkswagen, annoncent leur retour dans le championnat du monde de Formule 1 en 2026.
En octobre, Audi a confirmé son partenariat avec l'écurie Sauber pour l'année 2026, en acquérant une participation dans l'entreprise pour que la marque allemande puisse entrer dans la compétition, en renommant l'équipe et en fournissant des moteurs. En mars 2024, Audi rachète l'intégralité de Sauber.

## Résultats

### Championnat du monde des rallyes
| Saison | Écurie     | Châssis               | Moteur | Pneus    | Pilotes                                                  | Courses disputées | Points inscrits | Classement |
| ------ | ---------- | --------------------- | ------ | -------- | -------------------------------------------------------- | ----------------- | --------------- | ---------- |
| 1981   | Audi Sport | Audi Quattro          | Audi   | Michelin | Hannu Mikkola Michèle Mouton Franz Wittmann              | 8                 | 63              | 5e         |
| 1982   | Audi Sport | Audi Quattro          | Audi   | Michelin | Hannu Mikkola Michèle Mouton Stig Blomqvist              | 11                | 116             | Champion   |
| 1983   | Audi Sport | Audi Quattro A1       | Audi   | Michelin | Hannu Mikkola Michèle Mouton Stig Blomqvist              | 10                | 116             | 2e         |
| 1984   | Audi Sport | Audi Quattro A2       | Audi   | Michelin | Hannu Mikkola Michèle Mouton Stig Blomqvist Walter Röhrl | 10                | 120             | Champion   |
| 1985   | Audi Sport | Audi Sport quattro    | Audi   | Michelin | Hannu Mikkola Stig Blomqvist Walter Röhrl                | 10                | 126             | 2e         |
| 1986   | Audi Sport | Audi Sport quattro S1 | Audi   | Michelin | Hannu Mikkola Walter Röhrl                               | 2                 | 29              | 4e         |
| 1987   | Audi Sport | Audi 200              | Audi   | Michelin | Hannu Mikkola Walter Röhrl David Llewellin               | 11                | 82              | 2e         |
| 1988   | Audi Sport | Audi 200              | Audi   | Michelin | Paola de Martini David Llewellin                         | 11                | 71              | 3e         |
| 1989   | Audi Sport | Audi 90               | Audi   | Michelin | Paola de Martini Rudi Stohl (de)                         | 8                 | 43              | 5e         |
| 1990   | Audi Sport | Audi 90               | Audi   | Michelin | Paola de Martini Rudi Stohl (de)                         | 9                 | 24              | 7e         |
| 1991   | Audi Sport | Audi 90               | Audi   | Michelin | Rudi Stohl (de)                                          | 3                 | 0               | 11e        |
| 1992   | Audi Sport | Audi 90               | Audi   | Michelin | Rudi Stohl (de)                                          | 4                 | 10              | 7e         |

### Championnat du monde d'endurance FIA
| Saison | Écurie                | Châssis                                             | Moteur   | Pneus    | Pilotes                                                                                 | Courses disputées | Points inscrits | Classement |
| ------ | --------------------- | --------------------------------------------------- | -------- | -------- | --------------------------------------------------------------------------------------- | ----------------- | --------------- | ---------- |
| 2012   | Audi Sport Team Joest | Audi R18 e-tron quattro Audi R18 TDI Audi R18 Ultra | Audi TDI | Michelin | André Lotterer Benoît Tréluyer Marcel Fässler Allan McNish Tom Kristensen Dindo Capello | 8                 | 173             | Vainqueur  |
| 2013   | Audi Sport Team Joest | Audi R18 e-tron quattro                             | Audi     | Michelin | André Lotterer Benoît Tréluyer Marcel Fässler Allan McNish Tom Kristensen Loïc Duval    | 8                 | 207             | Vainqueur  |
| 2014   | Audi Sport Team Joest | Audi R18 e-tron quattro                             | Audi     | Michelin | André Lotterer Benoît Tréluyer Marcel Fässler Lucas di Grassi Tom Kristensen Loïc Duval | 8                 | 244             | 2e         |
| 2015   | Audi Sport Team Joest | Audi R18 e-tron quattro                             | Audi     | Michelin | André Lotterer Benoît Tréluyer Marcel Fässler Lucas di Grassi Oliver Jarvis Loïc Duval  | 8                 | 264             | 2e         |
| 2016   | Audi Sport Team Joest | Audi R18                                            | Audi     | Michelin | André Lotterer Benoît Tréluyer Marcel Fässler Lucas di Grassi Tom Kristensen Loïc Duval | 9                 | 266             | 2e         |

### Championnat du monde deFormule E
| Saison | Écurie                                   | Châssis               | Moteur           | Pneus    | Pilotes                              | ePrix disputés | Points inscrits | Classement |
| ------ | ---------------------------------------- | --------------------- | ---------------- | -------- | ------------------------------------ | -------------- | --------------- | ---------- |
| 2015   | Audi Sport ABT Formula E Team            | Spark-Renault SRT 01E | McLaren          | Michelin | Lucas di Grassi Daniel Abt           | 11             | 165             | 3e         |
| 2016   | ABT Schaeffler Audi Sport                | Spark-Abt Sportsline  | Abt Sportsline   | Michelin | Lucas di Grassi Daniel Abt           | 10             | 221             | 2e         |
| 2017   | ABT Schaeffler Audi Sport                | Spark-Abt Sportsline  | Abt Sportsline   | Michelin | Lucas di Grassi Daniel Abt           | 12             | 248             | 2e         |
| 2018   | Audi Sport ABT Schaeffler                | Spark-Audi            | Audi Sport       | Michelin | Lucas di Grassi Daniel Abt           | 12             | 264             | 1er        |
| 2019   | Audi Sport ABT Schaeffler Formule E Team | Spark-Audi            | Audi e-Tron FE05 | Michelin | Lucas di Grassi Daniel Abt           | 13             | 203             | 2e         |
| 2020   | Audi Sport ABT Schaeffler Formule E Team | Spark-Audi            | Audi e-Tron FE06 | Michelin | Lucas di Grassi Daniel Abt René Rast | 11             | 114             | 6e         |
| 2021   | Audi Sport ABT Schaeffler Formule E Team | Spark-Audi            | Audi e-Tron FE07 | Michelin | Lucas di Grassi René Rast            | 15             | 165             | 4e         |

### Championnat du monde de rallycross
| Saison | Écurie         | Châssis                | Moteur | Pneus       | Pilotes                                        | Courses disputés | Points inscrits | Classement |
| ------ | -------------- | ---------------------- | ------ | ----------- | ---------------------------------------------- | ---------------- | --------------- | ---------- |
| 2017   | EKS RX         | Audi S1 EKS RX Quattro | Audi   | Cooper Tire | Mattias Ekstrom Toomas Heikkinen Reinis Nitišs | 8                | 236             | 3e         |
| 2018   | EKS Audi Sport | Audi S1 EKS RX Quattro | Audi   | Cooper Tire | Mattias Ekstrom Andreas Bakkerud               | 12               | 485             | 2e         |